# Niamei
Niamei ou Niamey (AFI [njaˈmɛ]) é a capital do Níger. Situada no sudoeste do país, :8 junto ao Rio Níger, é um centro administrativo, cultural e econômico, sendo a maior cidade do país.
Está localizada numa região de produção de mexoeira, enquanto a atividade industrial inclui o fabrico de tijolos, objetos de cerâmica, cimento e têxteis.
Niamei tornou-se a capital do Níger em 1926. Sua população cresceu gradualmente, passando de aproximadamente 3 000 habitantes, em 1930, para cerca de 30 000 em 1960, 250 000 em 1980 e – segundo algumas estimativas – 800 000 em 2000. A maior causa deste aumento tem sido a imigração durante as secas. Os dados para 2011 estimam a população da cidade em 1.302.910 habitantes.

## História

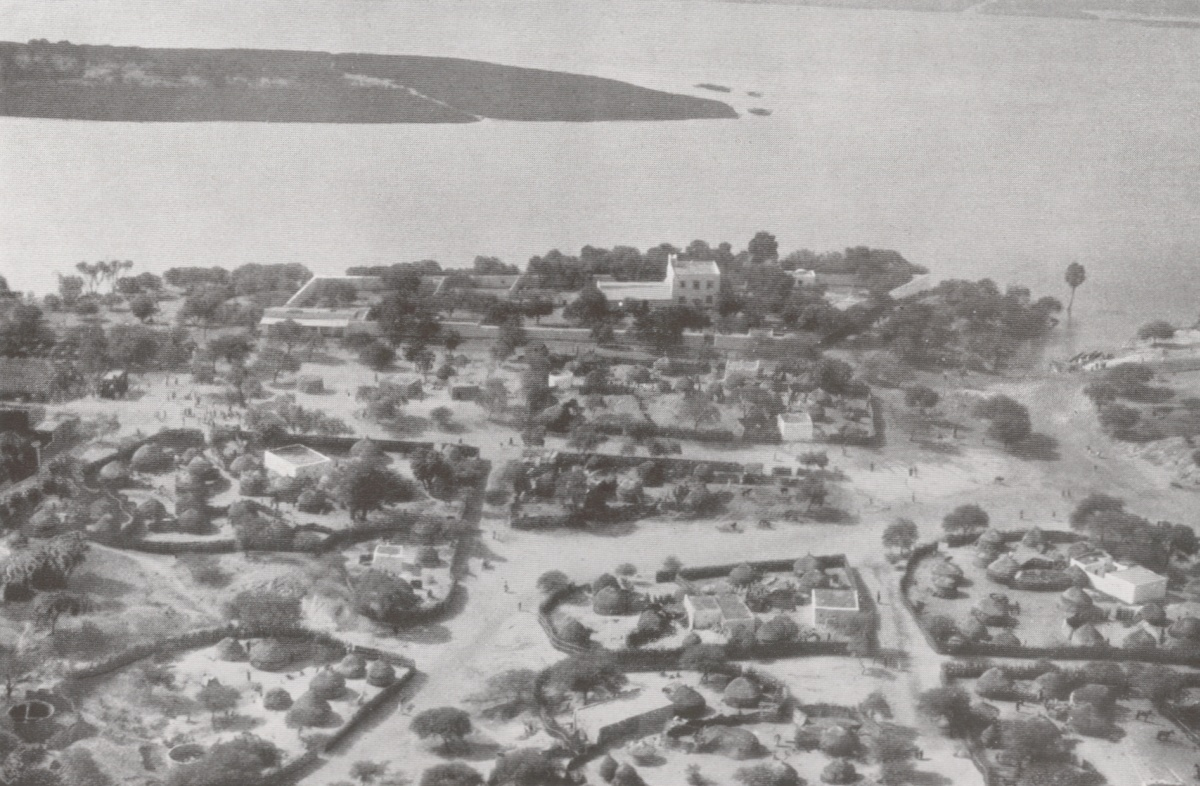
Niamei em 1930. O casarão no centro da imagem era a residência do governador-geral francês

Niamei foi provavelmente fundada no século XVIII mas, por muito tempo, teve pequena importância para a região até o início do desenvolvimento colonial francês, por volta da década de 1890. A partir disso, a região de Niamei entrou em constante crescimento. Tornou-se capital do Níger em 1926, mantendo-se sede administrativa do país após a independência em 1960.
Entre os anos de 1970 e 1988, o rápido crescimento da economia do Níger refletiu na cidade, impulsionada pelas receitas que provinham das minas de urânio de Arlit. Ainda na década de 1970, a cidade passou por rápida expansão, anexando a sua área vilas próximas. 
Como capital do país, a cidade passou por vários golpes e substituições de poder. Em 2010, uma junta militar acabou por derrubar o presidente Mamadou Tangja, que já estava há dez anos em seu mandato.

## Geografia

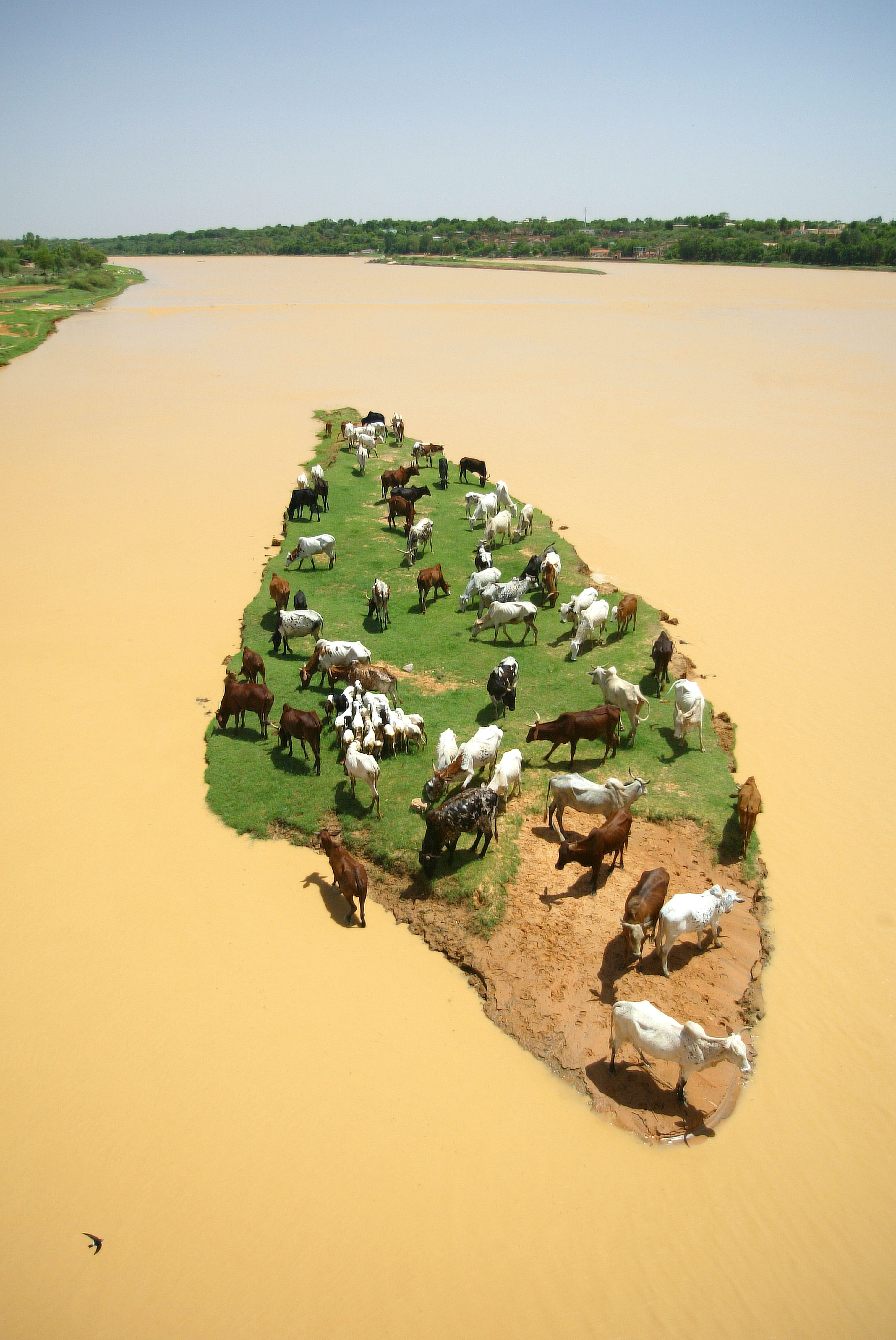
Animais pastando em uma ilha do rio Níger, visto de uma ponte de Niamei

Niamei está localizada no sudoeste do Níger, em ambas as margens do rio de mesmo nome. A cidade foi fundada na margem leste do rio, que corre em direção ao sul. O rio Níger é uma das principais fontes de água na região, cujo clima é semiárido. Cerca de 2.688 hectares da área urbana são de área verde e 255 hectares são considerados como área de reserva florestal.
Com altitude média de 227 metros Niamei é um distrito capital do Níger, chamado de Comunidade Urbana de Niamei encravado na região de Tillabéri A cidade está dividida em cinco arrondissements comunais: :9 Niamei I, Niamei II, Niamei III e Niamei IV, na margem leste, e Niamei V, na margem oposta. Há em Niamei 99 bairros, 27 aldeias administrativas, 27 aldeias tradicionais e 21 aldeias, além do campo militar de Tondibiah.

### Clima
O clima de Niamei é semiárido No ano de 2007, foram registrados 47 dias de chuva com precipitação de 523,3mm e temperaturas mínimas por volta de 23 graus Celsius e máximas por volta de 36,6ºC.
| Dados climatológicos para Niamei                                                                                 | Dados climatológicos para Niamei | Dados climatológicos para Niamei | Dados climatológicos para Niamei | Dados climatológicos para Niamei | Dados climatológicos para Niamei | Dados climatológicos para Niamei | Dados climatológicos para Niamei | Dados climatológicos para Niamei | Dados climatológicos para Niamei | Dados climatológicos para Niamei | Dados climatológicos para Niamei | Dados climatológicos para Niamei | Dados climatológicos para Niamei |
| Mês | Jan                              | Fev                              | Mar                              | Abr                              | Mai                              | Jun                              | Jul                              | Ago                              | Set                              | Out                              | Nov                              | Dez                              | Ano                              |
| --- | -------------------------------- | -------------------------------- | -------------------------------- | -------------------------------- | -------------------------------- | -------------------------------- | -------------------------------- | -------------------------------- | -------------------------------- | -------------------------------- | -------------------------------- | -------------------------------- | -------------------------------- |
| Temperatura máxima recorde (°C)                                                                                  | 39                               | 43                               | 44                               | 46                               | 46                               | 46                               | 40                               | 38                               | 41                               | 43                               | 43                               | 40                               | 46                               |
| Temperatura máxima média (°C)                                                                                    | 32,5                             | 35,7                             | 39,1                             | 40,9                             | 40,2                             | 37,2                             | 34                               | 33                               | 34,4                             | 37,8                             | 36,2                             | 33,3                             | 36,2                             |
| Temperatura média (°C)                                                                                           | 24,3                             | 27,3                             | 30,9                             | 33,8                             | 34                               | 31,5                             | 29                               | 27,9                             | 29                               | 30,8                             | 27,5                             | 25                               | 29,3                             |
| Temperatura mínima média (°C)                                                                                    | 16,1                             | 19                               | 22,9                             | 26,5                             | 27,7                             | 25,7                             | 24,1                             | 23,2                             | 23,6                             | 24,2                             | 19,5                             | 16,7                             | 22,4                             |
| Temperatura mínima recorde (°C)                                                                                  | 8                                | 10                               | 11                               | 17                               | 19                               | 19                               | 18                               | 17                               | 19                               | 16                               | 12                               | 9                                | 8                                |
| Precipitação (mm)                                                                                                | 0                                | 0                                | 3,9                              | 5,7                              | 34,7                             | 68,8                             | 154,3                            | 170,8                            | 92,2                             | 9,7                              | 0,7                              | 0                                | 540,8                            |
| Dias com precipitação (≥ 1 mm)                                                                                   | 0                                | 0                                | 0,2                              | 0,8                              | 2,9                              | 5,9                              | 9,9                              | 12,2                             | 7,4                              | 1,6                              | 0,1                              | 0                                | 41                               |
| Umidade relativa (%)                                                                                             | 22                               | 17                               | 18                               | 27                               | 42                               | 55                               | 67                               | 74                               | 73                               | 53                               | 34                               | 27                               | 42,4                             |
| Insolação (h) | 297,6                            | 263,2                            | 269,7                            | 252                              | 279                              | 267                              | 257,3                            | 235,6                            | 235,6                            | 285,2                            | 282                              | 279                              | 3 202,2                          |
| Fonte: Deutscher Wetterdienst, Hong Kong Observatory (1961-1990), World Meteorological Organization (1961-1990). |                                  |                                  |                                  |                                  |                                  |                                  |                                  |                                  |                                  |                                  |                                  |                                  |                                  |

## Demografia
A população estimada para o ano de 2011 era de 1 302 910 habitantes. Dois fatores foram decisivos para o rápido crescimento populacional de Niamei nas últimas décadas: o forte crescimento demográfico no Níger, devido as altas taxas de natalidade e o declínio da mortalidade infantil no país, e o êxodo rural que vêm ocorrendo nas últimas décadas por diversos motivos, como a seca que atingiu a região entre os anos 1970 e 1980, e as recuperações econômicas do país graças ao uránio de Arlit, que promoveram não só o crescimento demográfico em Niamei, como de urbanização em todo o território do Níger
O maior grupo étnico da cidade é o Songai-Zarma, que corresponde a 51,1% da população, seguido pelos Hauçás, com 34,4%.:84 A capital está localizada numa área tradicionalmente Songai-Zarma (51,1%). Desde a independência do país, há disputas entre esse povo e outros grupos. Essas disputas fizeram com que a cidade se dividisse em duas zonas: os Hauçás, que representam 34,4 % da população, vivem de um lado do rio Níger, e os songais-zarmas do outro lado. Todavia, em termos nacionais, os grupos éticos majoritários são os Hauçás e os Fulas. Em Niamei, o povo Fula representa apenas 7,5% da população. :84

### Religião
A maioria da população de Niamei é muçulmana, assim como em todo o Níger. A principal mesquita da cidade é a grande mesquita no distrito de Niamei III, construída na década de 1970. A mesquita foi construída com recursos vindos da Líbia, e conta com um minarete cuja escada possui 171 degraus.
Há também, desde 2007 a sede da Arquidiocese de Niamei, representando a população cristã católica, que constitui uma minoria religiosa em todo o país. Entre outras minorias religiosas presentes na cidade, estão os baha'is, batistas, entre outros.
Em 2015, diversas igrejas cristãs foram atacadas e incendiadas em Niamei durante manifestações contra as charges da revista francesa Charlie Hebdo que mostravam o profeta Maomé.

## Política

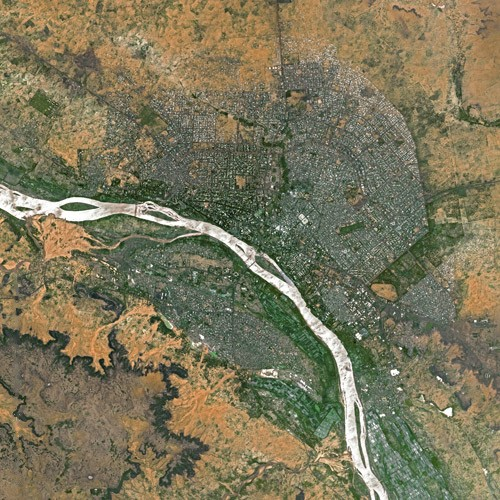
Niamei vista a partir de um dos Satélites SPOT

A Comunidade Urbana de Niamei (em francês: Communauté Urbaine de Niamey, CUN) tem estatuto de região separada no Níger Dessa maneira, à frente de sua administração se encontra o governador, que representa toda a região de Niamei e arredores, e é apontado pelo governo nacional, e um prefeito que representa a cidade de Niamei em si. Assim como no restante do país, Niamei tem passado por uma descentralização governamental desde 2000, sendo mais concretizada em 2010 com o novo sistema de eleição do prefeito da capital. Dessa maneira, o prefeito é eleito após a eleição de 45 conselheiros por voto popular, que depois, votam para escolher o prefeito de Niamei. O prefeito e o Conselho têm poderes menores, se comparados ao governador do CUN. Em julho de 2011, foi empossado o primeiro prefeito nesse novo sistema, Oumarou Dogari Moumouni, pelo governador da Comunidade Urbana Aïchatou Boulama Kané, juntamente com o Conselho da cidade.

### Comunas e bairros

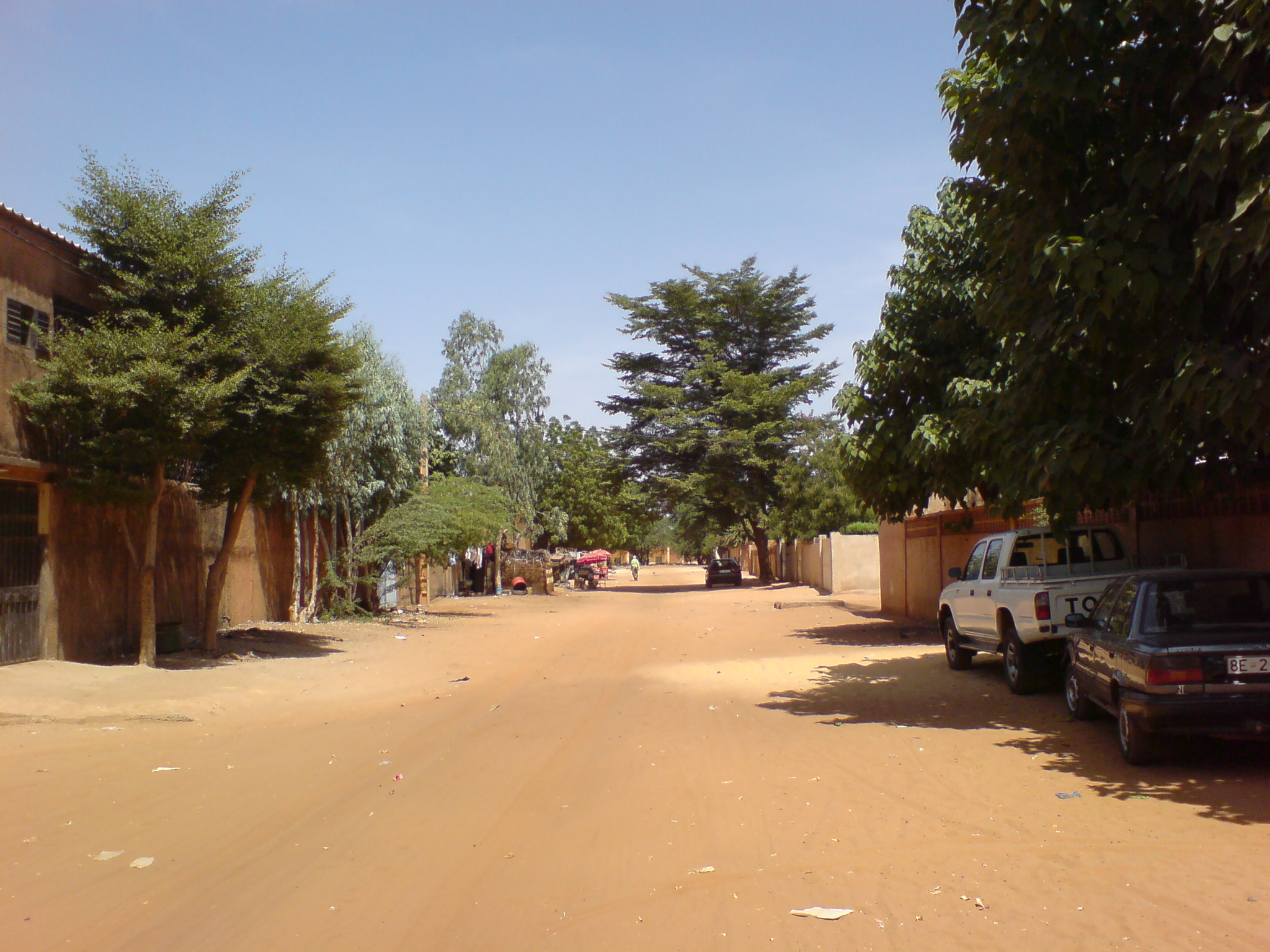
Rua de terra em Niamei. Assim como na maioria das cidades africanas, grande parte do sistema viário de Niamei não é pavimentado

Niamei possui 99 bairros em 5 comunas:
| Comuna     | Bairros    | Mapa |  |
| ---------- | ---------- | ---- |  |
| Niamei I   | 20 Bairros |      |  |
| Niamei II  | 17 Bairros |      |  |
| Niamei III | 17 Bairros |      |  |
| Niamei IV  | 17 Bairros |      |  |
| Niamei V   | 28 Bairros |      |  |

A região da Comunidade Urbana de Niamei também inclui antigas cidades que ficavam à volta da capital, que aos poucos, foram sendo anexadas, como Soudouré, Lamordé, Gamkallé, Yantala, e Gaweye.

## Educação e ciência
Em Niamei, existem 410 escolas primárias, das quais 145 são privadas. A taxa de conclusão do ensino primário foi de 94,4% em 2009, muito maior que a média do país, que não chega a 50%. Na cidade também está localizada a Universidade de Abdou Moumouni, antiga Universidade de Niamei.